# Gvadelup
Gvadelup (francosko: Guadeloupe) je otok v vzhodnem Karibskem morju s skupno površino 1.702 km². Spada pod Francijo in je njena čezmorska upravna enota (departma) ter hkrati regija. Kot del Francije spada tudi v Evropsko unijo.